# 카스 코라크
카스 코라크(아일랜드어: Cas Corach)는 아일랜드 신화의 영웅으로, 칼테 막 로난을 도와 아리테크의 세 딸을 죽였다. 아리테크의 딸들은 늑대인간이었는데, 사완(할로윈) 날이 되면 크루어한 동굴에서 기어나와 양들을 잡아먹었다. 그녀들은 음악을 좋아했는데, 이에 코라크는 수금을 타서 그녀들이 인간 모습으로 돌아오도록 유혹했고, 그 순간 칼테가 창을 던져 3자매를 모두 창에 꿰뚫어 죽였다.